# Senbiki-ōkami

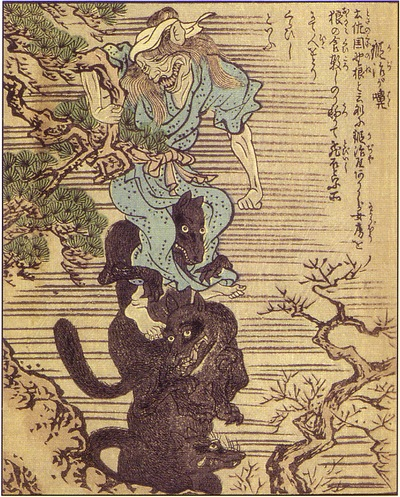
Kajiga Baba y Senbiki-ōkami. Ilustración de un libro de cuentos de hadas de 1841.

El Senbiki-ōkami (千疋狼; "mil lobos") es un monstruo mítico de folklore en Japón. Pertenece al grupo de Yōkai (妖怪; "demonios") y se le considera peligroso e insidioso.

## Descripción
El Senbiki-ōkami tiene la forma de un gran lobo, que está haciendo travesuras en manadas grandes. Él está al acecho de los vagabundos solitarios y perseguirlos hasta el agotamiento. Cuando la víctima se sube a un árbol o en el techo de una casa, entonces los lobos hacen algo sobrenatural: forman una especie de escalera de ladrones, por un lobo parado sobre los hombros del otro. Si eso no es suficiente, entonces los lobos llaman a su líder. El líder es una bruja y su nombre es Kajiga kāga (鍛冶屋婆; „abuela del herrero“). Ella aparece como un lobo blanco gigante y lleva un cuenco de hierro en la cabeza. La bruja puede escalar mejor que los lobos, ella usa a los lobos como una escalera y luego arranca a las víctimas del árbol. Finalmente, la víctima es arrastrada al escondite compartido y comido.

## Fondo de la leyenda
La palabra japonesa Senbiki (千疋) significa „mil veces“ o „miles de ellos“. La palabra japonesa Ōkami (狼) significa „lobo“. La forma del Senbiki-ōkami se inspiró en una especie de lobo, el Lobo de Honshu (Canis lupus hodophilax). Este lobo era común en la antigüedad, pero hoy esta extinto. El lobo de Honshu solía ser muy temido, porque se dice que cazaba niños en grandes manadas. Las víctimas treparon a los árboles y tuvieron que quedarse allí hasta que los cazadores ahuyentaron a los lobos.